# Irakli Michailowitsch Manelow
Irakli Michailowitsch Manelow (russisch Ираклий Михайлович Манелов; * 19. September 2002 in Wysselki) ist ein russischer Fußballspieler.

## Karriere
Manelow begann seine Karriere beim FK Krasnodar. Im August 2019 spielte er erstmals für die dritte Mannschaft in der Perwenstwo PFL. In der COVID-bedingt abgebrochenen Saison 2019/20 kam er insgesamt zu elf Drittligaeinsätzen. In der Saison 2020/21 spielte er ausschließlich für die U-19 Krasnodars. Im Juli 2021 debütierte er gegen die Reserve von Spartak Moskau für die zweite Mannschaft in der Perwenstwo FNL. Im September 2021 gab Manelow bei seinem Kaderdebüt für die erste Mannschaft gegen Achmat Grosny sein Debüt in der Premjer-Liga. In der Saison 2021/22 kam er insgesamt zu 13 Einsätzen im Oberhaus und zu 23 in der FNL.
In der Saison 2022/23 spielte er bis zur Winterpause neunmal in der Premjer-Liga. Im Januar 2023 wurde Manelow an den Zweitligisten Arsenal Tula verliehen.